# Neoclypeodytes discedens
Neoclypeodytes discedens är en skalbaggsart som först beskrevs av Sharp 1882.  Neoclypeodytes discedens ingår i släktet Neoclypeodytes och familjen dykare. Inga underarter finns listade i Catalogue of Life.